# Аквамен
Аквамен (англ. Aquaman) — вигаданий персонаж, супергерой коміксів видавництва «DC Comics». Створений Полом Норрісом та Мортом Вайсінгером, персонаж дебютував у «More Fun Comics» #73 у листопаді 1941 року.
У вересні 2011 року The New 52 перезавантажило всесвіт DC. У цій новій оригінальній серії Аквамен отримав нову серію.
У 2016 році DC Comics почало другий перезапуск усіх своїх лінійок під назвою DC Rebirth.

## Історія

### Класика

#### Золота Епоха
Перша історія походження Аквамена була представлена у спогадах з його дебюту в More Fun Comics #73 (листопад 1941), розказаних самим персонажем:
Схоже, історія починатися з мого батька, відомого підводного дослідника — якби я вимовив його ім'я, ви б впізнали його. Моя мати померла, коли я був малим, і він зайнявся розгадуванням секретів океану. Його найбільшим відкриттям було стародавнє місто, у глибини якого ще не проникав жоден дайвер. Мій батько вірив, що це було втрачене королівство Атлантиди. Він влаштувався в одному з палаців у водонепроникному будинку і жив там, вивчаючи записи і пристрої дивовижної мудрості раси. З книг і записів він дізнався, як навчити мене жити під океаном, черпаючи кисень з води і використовуючи всю силу моря, щоб зробити мене сильним і швидким. Після навчання і сотень наукових секретів я став тим, кого ви бачите — людиною, яка живе і процвітає під водою.
У ранній Золотій Епосі Аквамен може дихати під водою і контролювати риб та інших підводних жителів. Спочатку він зображувався як мовець з морськими істотами «на їх власній мові», а не телепатичний способом, і тільки коли вони були досить близько, щоб почути його (у радіусі 20 ярдів [18 м]). Пригоди Аквамена відбувалися в усьому світі, і його базою була «потерпівший крах рибальський човен, який знаходиться під водою», в якому він жив.
Під час його військових пригод, більшість ворогів Аквамена були нацистськими командирами підводних човнів і всілякими лиходіями Axis, з якими він колись працював у ескадрильї All-Star Squadron. Решта його пригоди у 1940-х і 1950-х роках змусили його мати справу з різними морськими злочинцями, включаючи сучасних піратів, таких як його давній заклятий ворог Блек Джек, а також різні загрози для водного життя, судноплавних шляхів і моряків.
Остання поява Аквамена у More Fun Comics була у випуску #107, перш ніж його перемістили, разом з Супербоєм і Зеленою стрілою, у Adventure Comics, починаючи з випуску #103 у 1946 році.

#### Срібна Епоха
Пригоди Аквамена продовжували публікуватися у Adventure Comics в 1940-х і 1950-х роках, як один з небагатьох супергероїв, які протрималися до 1950-х років у безперервній публікації. Починаючи з кінця 1950-х років, були введені нові елементи в передісторію Аквамена, з додаванням різних нових другорядних персонажів і кількома доповненнями, його походження, його сили і особистість. Першим з цих елементів стала історія «Aquaman's Undersea Partner» у Adventure Comics #229 (жовтень 1956), де вперше був представлений його приятель-восьминіг — Топо. Цей і наступні елементи були вписані пізніше, після створення мультивсесвіту DC у 1960-х роках, у стали приписані Аквамену з Землі-1.
Аквамен Срібної епохи вперше з'явився у Adventure Comics #260 (травень 1959). У ньому і наступних коміксах Срібної епохи було виявлено, що Акваменом був Артур Каррі, син Тома Каррі (вартового маяка) і Атланни (підводною вигнанкою з втраченого підводного міста Атлантиди). Маючи своїй спадок, у юності, Артур виявляє, що володіє різними надлюдськими здібностями, в тому числі здатністю виживати під водою, спілкуватися з морським життям і швидкою плавальною майстерністю. Зрештою, Артур вирішив використовувати свої таланти, щоб стати захисником океанів Землі. Пізніше з'ясувалося, що у молодості він змінив професію Аквабоя і одного разу зустрів Супербоя, єдиного на землі публічно активного супергероя того часу. Коли Артур виріс, він називав себе Акваменом.
Пізніше з'ясувалося, що після смерті Атланни Том Каррі познайомився і одружився зі звичайною людською жінкою, і мав сина на ім'я Орм Каррі (зведений брат Аквамена). Орм ріс неспокійним юнаком у тіні свого брата, який постійно виручав його з неприємностей із законом. Він зненавидів Аквамена не тільки за сили, якими він ніколи не міг володіти, але й тому, що вважав, що їх батько завжди був прихильний Аквамену. Орм зник після того, як став страждати амнезією і повернувся через роки, вже як заклятий ворог Аквамена, Океанський майстер.
Здатність Аквамена розмовляти з рибами з часом розширилася до повноцінного телепатичного спілкування з морськими істотами, навіть на великих відстанях. Він також отримав певну слабкість, схожу на вразливість Супермена до криптониту або вразливість Зеленого Ліхтаря до жовтого кольору: Аквамен повинен був вступати у контакт з водою принаймні один раз в годину, або він помре. До цієї історії Аквамен міг існувати як у воді, так і поза нею нескінченно.

### The New 52
В рамках The New 52, DC у 2011 перезапустило усій своїй серії супергероїв, Джефф Джонс, Іван Рейс і Джо Прадо стали першою творчою командою нової серії Аквамена, перший випуск якої був випущений 28 вересня 2011 року. Три творця залишилися для перших 16 випусків. Ці випуски згодом призвела до першого сюжету Аквамена який переріс у кросовер «Throne of Atlantis».
Відновлена серія цементує статус Аквамена як сина — напівлюдини Тома Каррі і Атланни і покаує, як він повертається в Амнесті Бей з Мерою. Сильно засмучений жорстоким поводженням з океанами під час свого правління Атлантиди, Акваман вирішує зректися трону Атланти і повернутися до героїки повсякденного дня. Однак, тепер він бореться з його відсутністю репутації у більшості громадськості, яка розглядає його як низьку мета-людину з менш вражаючими повноваженнями, ніж у його однолітків. Він також знову є одним з засновників Ліги Справедливості і головним членом команди The Others. З 2014 по 2015 рік була запущена незалежна серія Aquaman and the Others.

#### Конвергенція
Сюжетна лінія 2015 року «Convergence» дала Аквамену новий образ у випуску #41. Його скинула з трону Мера, яка тепер королева Атлантиди, і яка тепер полює на Аквамена названого утікачем. По дорозі Артур набуває деякі нові сили і нове обладнання, даючи йому доступ до потужних містичних можливостей. Пізніше з'ясувалося, що Атлантида насправді керується Сиреною, сестрою-близнючкою Мера, яку вона взяла собі у полон.

### Rebirth
Після ребрендингу компанії у вигляді DC Rebirth, який повернув спадщину і відносини Артура та Мери у DC Universe: Rebirth #1. Аквамену був наданий восьмий том його однойменної серії, яка почалася з одноразового коміксу під назвою Aquaman: Rebirth #1 (серпень 2016). Цей випуск і подальший восьмий том Aquaman писав сценарист Дена Абнетта, який брав на себе три останні випуски у The New 52, і десятиліття раніше писавши персонажа протягом короткого часу. Восьмий том серії Aquaman присвячений ролі Аквамена як короля і Артура як дипломата, який намагається зміцнити відносини Атлантиди з поверхнею, відкривши Атлантичне посольство у затоці амністії, а Мера призначається послом. Серія великою мірою фокусується на головному складі персонажів, який представлений у The New 52 та складається з: Аквамена, Мери і Чорної манти, а також з забутих бічних персонажів, таких як Мурк, Тула (Акваґьорл), Блек Джек та інші.

## Сюжет

### The New 52
В рамках The New 52, перезапуск усіх своїх лінійок супергероїв DC 2011 року, Джефф Джонс, Іван Реїс і Джо Прадо стали творчою командою нової серії Aquaman, перший випуск якої вийшов 28 вересня 2011 року. Три творці відповідали за перші 16 випусків.

#### Книга 1. Западина (Vol. 1: The Trench)
Могутнішим за море… може бути лише той, хто ним править. Аквамен царює у водах, що вкривають більшу частину Землі. Однак на поверхні — у світі, заради якого воюють вони разом із Мерою, його коханою — володар опиняється поза своєю стихією. Людство не поважає ані його, ані океану, яким він править. Люди можуть його не любити, але вони його потребують. Адже Аквамен — не єдина сила під товщею води. Жахлива нова загроза з'явилася з темної безодні. Там, куди не сягає сонячне проміння, виживає лише голод і ненависть. Тепер Аквамен має вибирати: життя людства й винищення цілого виду чи загибель людства в ненаситних пащах морських чудовиськ…

#### Книга 2. Інші (Vol. 2: The Others)
Таємну супер-команду Аквамена переслідує його найбільший ворог! 
Вони називають себе Іншими: п’ятеро надзвичайних істот, озброєні могутніми атлантійськими артефактами. Багато років тому — до того, як Артур Каррі став відомим як герой Аквамен — Оперативник, Військовий В’язень, Я’вара, Восток-Х та Кахіна-Провидиця билися з ним пліч-о-пліч. Тепер спогади про Інших затерті хвилями, і навіть дружина Аквамена Мера ніколи про них не чула.
Але перші партнери Аквамена ось-ось увірвуться назад у його життя. Чорний Манта — найстарший і найнебезпечніший ворог Артура — вистежує Інших одне за одним, убиває і краде їхні Атлантійські реліквії. Аквамену доведеться знову зібрати свою команду, щоб урятувати їхні життя і не дати Чорному Манті досягти його мети: повного знищення Аквамена і всього, що для нього важливе!

#### Книга 3. Трон Атлантиди (Vol. 3: Throne of Atlantis)
"Трон Атлантиди" є колаборацією випусків про Аквамена та Лігу Справедливості.
Перш ніж стати Акваменом, Артур Каррі був володарем Атлантиди. Але забобонні атлантійці, з їхньою ненавистю до мешканців поверхні, не змогли полюбити царя-напівкровку.
Вступивши до Ліги Справедливості, Артур залишив Атлантиду, передавши правління своєму братові Орму, Повелителю Океанів. Відтоді між підводним царством і землею панував нестійкий мир. До сих пір.
Поки земні супергерої зайняті іншими справами, загадкова сила підштовхує Атлантиду та світ на поверхні до війни. Жертв стає дедалі більше, а повно-масштабне вторгнення – дедалі вірогіднішим, і тепер лише Ліга Справедливості може запобігти кривавій битві, яка потопить під водою добру половину цивілізації.
Остерігайтеся: той, хто володіє троном Атлантиди, вирішує долю світу...

## Українські видання
| Назва                               | Оригінальна назва                  | Включенні випуски                                         | Оригінальна дата публікації | Дата публікації українською | Вид        | Номер      | Сторінки   |
| The New 52                          | The New 52                         | The New 52                                                | The New 52                  | The New 52                  | The New 52 | The New 52 | The New 52 |
| ----------------------------------- | ---------------------------------- | --------------------------------------------------------- | --------------------------- | --------------------------- | ---------- | ---------- | ---------- |
| Аквамен: Западина                   | Aquaman: The Trench                | - Aquaman (Vol. 7) #1-6                                   | 21 травня 2013              | 2018                        | Том        | 1          | 144        |
| Аквамен: Інші                       | Aquaman: The Others                | - Aquaman (Vol. 7) #7-13                                  | 19 листопада 2013           | 2019                        | Том        | 2          | 160        |
| Ліга Справедливості: Трон Атлантиди | Justice League: Throne of Atlantis | Justice League (Vol. 2) №13-20 та Aquaman (Vol. 7) №15-16 | 1 листопада 2013            | 2018                        | Том        | 3          | 256        |

Після другого тому Аквамена (не рахуючи третій том Ліги Справедливості) РМ завявили, що не будуть випускати продовження серії Аквамена The New 52 через низькі продажі.